# Lucian Pahonțu
Lucian-Silvan Pahonțu (n. 2 noiembrie 1964, comuna Lerești, județul Argeș) este un general român, în rezervă care îndeplinește în prezent funcția de director al Serviciului de Protecție și Pază (SPP) (din 7 decembrie 2005).

## Biografie
Lucian-Silvan Pahonțu s-a născut la data de 2 noiembrie 1964 în satul Lerești (județul Argeș). A absolvit Școala Militară de ofițeri activi, profil transmisiuni (1987) și apoi cursurile Facultății de Arme Întrunite din cadrul Universității Naționale de Apărare din București (1994). A urmat de asemenea și cursuri pentru cadre de conducere ale Jandarmeriei (1992 și 1998).
După absolvirea Școlii de ofițeri, a lucrat în cadrul Ministerului Afacerilor Interne. În decembrie 1989, Lucian Pahonțu era ofițer în trupele de securitate — o structură militară care acționa în uniformă, echivalentul de astăzi al Jandarmeriei Române. Ulterior a îndeplinit funcțiile de șef de Stat Major la Brigada 11 Mobilă Jandarmi București (1999-2002) și comandant al Brigăzii Speciale de Intervenție a Jandarmeriei „Vlad Țepeș” (2002-2005). A fost avansat la gradul de general de brigadă (cu o stea) la 1 decembrie 2003 . 
La data de 7 decembrie 2005, generalul Pahonțu a fost numit în funcția de director al Serviciului de Protecție și Pază (SPP) . A fost înaintat ulterior la gradul de general-maior (cu 2 stele) și la cel de general-locotenent (cu 3 stele) la 25 aprilie 2008 .
Generalul Pahonțu a publicat numeroase articole și lucrări în domeniul securității naționale, obținând în anul 2003 titlul științific de doctor în științe militare.